# Hottentotta hottentotta
Espèce
Synonymes
- Scorpio hottentotta Fabricius, 1787
- Androctonus margarelon C. L. Koch, 1838
- Androctonus pandarus C. L. Koch, 1838
- Androctonus panopeus C. L. Koch, 1839
- Androctonus thessandrus C. L. Koch, 1840
- Buthus nigrocarinatus Simon, 1874

Hottentotta hottentotta est une espèce de scorpions de la famille des Buthidae.

## Distribution
Cette espèce se rencontre au Sénégal, au Gambie, en Guinée-Bissau, en Guinée, en Sierra Leone, au Mali, au Burkina Faso, en Côte d'Ivoire, au Togo, au Bénin, au Niger, au Nigeria, au Cameroun, au Congo-Brazzaville, en Centrafrique et au Tchad,.

## Description

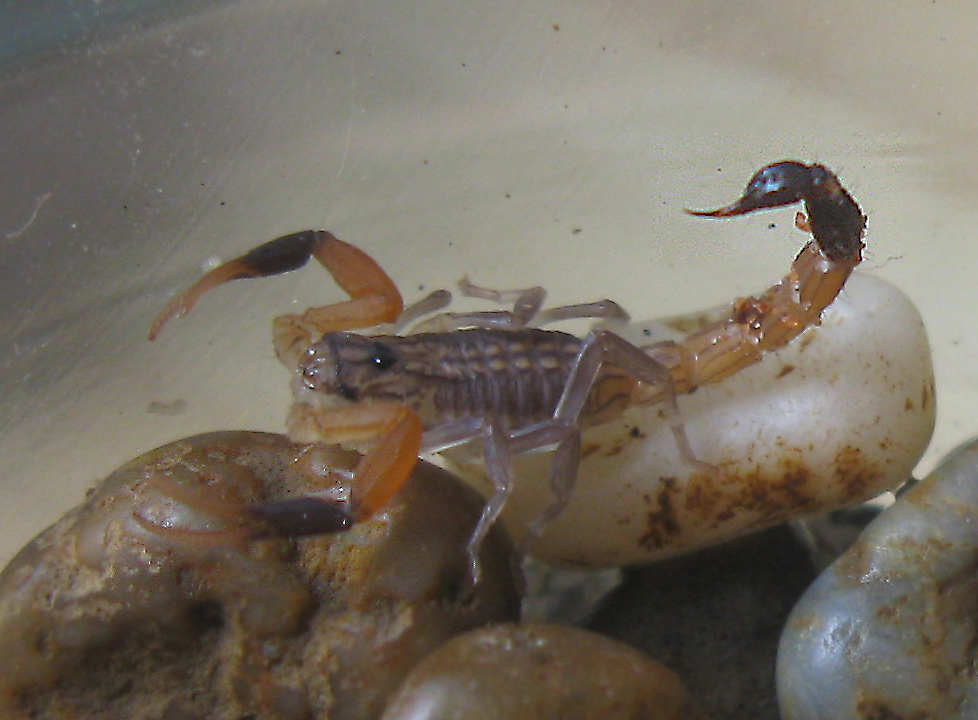
Hottentotta hottentotta

Hottentotta hottentotta mesure de 55 à 80 mm.

## Systématique et taxinomie
Cette espèce a été décrite sous le protonyme Scorpio hottentotta par Fabricius en 1787. Elle est placée dans le genre Buthus par Pavesi en 1881, dans le genre Buthotus par Vachon en 1949 puis dans le genre Hottentotta par Francke en 1985.

## Publication originale
- Fabricius, 1787 : Mantissa insectorum sistens eorum species nuper detectas adiectis characteribus genericis, differentiis, specificis, emendationibus, observationibus. Tom. I. Hafniae: Impensis Christ. Gottl. Proft., p. 1–348.